# Zec
Zec (lat. Lepus), rod manjih sisavaca iz porodice zečeva (Leporidae), dio reda dvojezubaca, sličan, ali različit od kunića; uši i noge su duže nego kod kunića.
Postoje 32 vrste i znatan broj podvrsta; najpoznatiji među njima je europski zec (L. europaeus).

## Vrste
1. Lepus alleni Mearns, 1890
2. Lepus americanus Erxleben, 1777
3. Lepus arcticus Ross, 1819
4. Lepus brachyurus Temminck, 1844
5. Lepus californicus Gray, 1837
6. Lepus callotis Wagler, 1830
7. Lepus capensis Linnaeus, 1758
8. Lepus castroviejoi Palacios, 1977
9. Lepus comus Allen, 1927
10. Lepus coreanus Thomas, 1892
11. Lepus corsicanus de Winton, 1898
12. Lepus europaeus Pallas, 1778
13. Lepus fagani Thomas, 1903
14. Lepus flavigularis Wagner, 1844
15. Lepus granatensis Rosenhauer, 1856
16. Lepus habessinicus Hemprich and Ehrenberg, 1832
17. Lepus hainanus Swinhoe, 1870
18. Lepus insularis W. Bryant, 1891
19. Lepus mandshuricus Radde, 1861
20. Lepus nigricollis F. Cuvier, 1823
21. Lepus oiostolus Hodgson, 1840
22. Lepus othus Merriam, 1900
23. Lepus peguensis Blyth, 1855
24. Lepus saxatilis F. Cuvier, 1823
25. Lepus sinensis Gray, 1832
26. Lepus starcki Petter, 1963
27. Lepus tibetanus Waterhouse, 1841
28. Lepus timidus Linnaeus, 1758
29. Lepus tolai Pallas, 1778
30. Lepus townsendii Bachman, 1839
31. Lepus victoriae Thomas, 1893

status nepoznat:
1. Lepus yarkandensis sGünther, 1875

## Vanjske poveznice
|  | Zajednički poslužitelj ima još gradiva o temi Lepus |
|  | Wikivrste imaju podatke o taksonu Lepus             |